# Окано Сюнітіро
Сюнітіро Окано (яп. 岡野 俊一郎, 28 серпня 1931, Токіо — 2 лютого 2017) — японський футболіст, що грав на позиції нападника. По завершенні ігрової кар'єри — футбольний тренер і функціонер.
Виступав, а згодом тренував національну збірну Японії.

## Клубна кар'єра
Грав за команду Токійського університету.

## Виступи за збірну
1955 року провів дві гри у складі національної збірної Японії, після чого до головної команди країни на залучався.

## Кар'єра тренера
Розпочав тренерську кар'єру на початку 1960-х років, увійшовши до тренерського штабу національної збірної Японії. 1970 року очолив національну команду країни, пропрацював на цій посаді два роки.

## Робота функціонера
З 1998 по 2002 рік був президентом Асоціації футболу Японії. Ще до того, з 1990 року був членом Міжнародного олімпійського комітету, працював у цій організації до виходу на пенсію у 2012 році, після чого отримав статус почесного члена МОК.